# Split (gymnastik)
 For alternative betydninger, se Split (flertydig). (Se også artikler, som begynder med Split)
Split (almindeligvis betegnet splittelser) er i gymnastik en fysisk position, hvor benene er i overensstemmelse med hinanden og udvidet i modsatte retninger. Split udføres normalt i forskellige atletiske aktiviteter, herunder dans, kunstskøjteløb, gymnastik, synkroniseret svømning, cheerleading og yoga
 Der er for få eller ingen kildehenvisninger i denne artikel, hvilket er et problem. Du kan hjælpe ved at angive troværdige kilder til de påstande, som fremføres i artiklen.

| Sport | Spire Denne artikel om sport er en spire som bør udbygges. Du er velkommen til at hjælpe Wikipedia ved at udvide den. |